# Moodiesburn
Moodiesburn är en by i North Lanarkshire i Skottland. Byn är belägen 57,1 km 
från Edinburgh. Orten har 6 710 invånare (2016).